# Novy (Oedmoertië)
Novy (Russisch: Новый) is een nederzetting met stedelijk karakter in de Russische autonome republiek Oedmoertië. In 2017 had het 5911 inwoners.

## Geografie
De plaats ligt ongeveer 50 km ten oosten van de republiekhoofdstad Izjevsk nabij de dam van het Votkinsk stuwmeer van de Kama, twee kilometer van de rechteroever.
Novy hoort bij het rayon Votkinsk, aan de andere kant van de stuwdam ligt de stad Tsjajkovski, die bij de regio Perm hoort.

## Geschiedenis
Novy (Russisch voor "nieuw") werd in de jaren 1950 in samenhang met de bouw van de stuwdam gesticht. In hetzelfde gebied ontstond ook het dorp Volkovski, waar eveneens dambouwers woonden. Daarna woonden in beide plaatsen vooral personeelsleden van de waterkrachtcentrale. Vervolgens groeide Novy sneller dan Volkovski en kreeg in 1989 de status gorodskoje poselenieje; het dorpje Postrojtsnaja werd in 2004 meegefuseerd zodat de drie plaatsen tegenwoordig bestuurlijk Novovolkovskoje vormen.

### Bevolkingsontwikkeling
| jaar | aantal inwoners |
| ---- | --------------- |
| 2002 | 4642            |
| 2010 | 5742            |
| 2017 | 5911            |

## Bezienswaardigheid
Aan de zuidwestkant ligt het in 1997 als zodanig aangeduide Nationaal Park Netsjkinski met een oppervlakte van ruim 20.000 hectare.

## Economie
In en nabij Novy zijn bedrijven op het gebied van bouwmaterialen (grindafgraving, productie van gewapend beton-elementen), houtverwerkende industrie en een pompstation van een aardgasleiding. De centrale van RusHydro bij de stuwdam levert 1020 megawatt energie
Novy gebruikt het eindstation van een goederenspoorlijn vanuit Votkinsk (station Postrojtsnaja, ongeveer 10 km ten noorden van Novy). Een regionale weg loopt van Votkinsk via Novy en Tsjaikovski in de richting van Tsjernoesjka.

## Geboren in Novy
- Aleksandr Porsev (* 1986), wielrenner